# Kolcoszczurek okinawski
Kolcoszczurek okinawski (Tokudaia muenninki) – endemiczny gatunek gryzonia z rodziny myszowatych, występujący wyłącznie na wyspie Okinawa. Gatunek ten istnieje co najmniej od przełomu plejstocenu i holocenu.

## Biologia
Gryzoń ten zamieszkuje wyłącznie północną część Okinawy, wyspy w japońskim archipelagu Riukiu. Występuje w co najmniej trzydziestoletnich lasach, najchętniej z gęstym podszytem, także tych otoczonych przez plantacje trzciny cukrowej. Mysz ta jest spotykana powyżej 300 m n.p.m.
Zwierzę przypomina pokrojem ciała dużego nornika. Na grzbiecie ma długie, sztywne włosy przypominające kolce.
Gatunki rodzaju Tokudaia różni liczba chromosomów i system determinacji płci; kolcoszczurek okinawski ma 44 chromosomy i system XX/XY, taki jak u ludzi.

## Populacja
Kolcoszczurek okinawski jest uznawany za gatunek krytycznie zagrożony ze względu na bardzo ograniczony zasięg występowania. Obszar występowania ma poniżej 100 km², zwierzęta te przypuszczalnie żyją na obszarze mniejszym niż 3 km². Populacja szybko maleje; pomiędzy 1978 a 2008 nie złapano ani jednego żywego osobnika. Największym zagrożeniem dla tych myszy jest wylesianie.